# Andrusovski sporazum
Adrusovski sporazum (pol. Rozejm andruszowski, rus. Андрусовское перемирие, ukr. Андрусівський мир) je trinaestogodišnji politički mirovni sporazum između Poljske i Rusije potpisan 1667. godine u danas ruskom gradu Andrusovo. Andrusovski sporazum je zaustavio višegodišnje sukobljavanje između Poljske i Rusije koje je intenzivno trajalo od 1654. godine kada je potpisan Perejaslavski sporazum između zaporoških kozaka predvođenih hetmanom Bogdanom Hmeljnickim i vlasti u Moskvi. Andrusovskim sporazumom između Poljske i Rusije podjeljeni su ukrajinski i bjeloruski etnolingvistički teritoriji na kojima su se vodili dugogodišnji manji vojni sukobi.
U Rusiji se potpisivanje Andrusovskog sporazuma promatra kao važan korak prema ujedinjenju tri istočnoslavenske nacije Rusa, Ukrajinaca i Bjelorusa, koje su se 1721. službeno našle u novoimenovanom Ruskom imperiju. U Ukrajini se isti sporazum promatra kao dan kada su Ukrajinci počeli drastično gubiti stečenu autonomiju nakon ustanka Bogdana Hmeljnickog i konačno ukidanje ukrajinske autonomne državnosti, odnosno Zaporoške Republike. U Poljskoj je isti Andrusovski sporazum promatran kao važan geopolitički događaj koji je u korist Rusa drastično okrenuo dominaciju Poljaka u istočnom dijelu Europe.

## Vanjske poveznice
- Андрусовское перемирие в проекте «Хронос» (rus.)
- A peace treaty between Poland and Muscovy (eng.)